# Svínadalsháls
Svínadalsháls är en kulle i republiken Island. Den ligger i regionen Norðurland vestra, 170 km nordost om huvudstaden Reykjavík. Toppen på Svínadalsháls är 485 meter över havet, eller 237 meter över den omgivande terrängen. Bredden vid basen är 7,8 km.
Trakten runt Svínadalsháls är nära nog obefolkad, med mindre än två invånare per kvadratkilometer. Det finns inga samhällen i närheten. Trakten runt Svínadalsháls består i huvudsak av gräsmarker.